# Claude Millet (dessinateur)
Pour les articles homonymes, voir Millet et Claude Millet.
Claude Millet, né le 22 mai 1933, est un dessinateur français qui a notamment travaillé avec son épouse Denise Millet.
Pour un article plus général, voir Claude et Denise Millet.
L'œuvre pléthorique de Claude et Denise Millet s'étend sur plus de 40 ans (1976-2019) et comprend près de 200 titres, sans compter les très nombreuses collaborations aux différents magazines du groupe Bayard presse : Astrapi, J'aime lire, Les Belles Histoires, Okapi. Ils sont notamment les dessinateurs de la bande dessinée Pic et Pik, scénarisée par Stéphanie Janicot et publiée à partir de 1992 dans Astrapi. Ils ont aussi dessiné une BD biographique de Martin Luther King (1985), scénarisée par Benoît Marchon, plusieurs fois rééditée.
Outre la littérature jeunesse, ils ont également travaillé pour la publicité, la communication et le cinéma. Leur affiche du film Je hais les acteurs a été nommée pour le César de la meilleure affiche en 1987.